# Monte Peralba
Monte Peralba (niem. Hochweißstein) to szczyt w Alpach Karnickich we Włoszech (prowincja Belluno). Znajduje się ok. 1 km od granicy z Karyntią w Austrii. Ze względu na swoje strategiczne położenie Monte Peralba był w czasie pierwszej wojny światowej miejscem walk między Austrią a Włochami. W lipcu 1988 szczyt ten zdobył, wówczas 68-letni, papież Jan Paweł II. Na szczycie znajduje się mała kapliczka.